# シャンジ・ヒベイロ
アレッシャンドリ・"シャンジ"・ヒベイロ（Alexandre "Xande" Ribeiro、1981年1月20日 - ）は、ブラジルの男性柔術家、総合格闘家。アマゾナス州マナウス出身。ジ・アリーナ所属。ブラジリアン柔術四段。
ブラジリアン柔術界を代表する選手の1人。99kg以下の階級では世界トップクラスのグラップラー。
柔術家のサウロ・ヒベイロは実兄。

## 来歴
1990年、ホイラー・グレイシーの弟子、ネルソン・モンテイロの元でブラジリアン柔術を学び始める。18歳になって法律を学ぶためにリオデジャネイロ市に移り、グレイシー・ウマイタで練習を続ける。2001年に黒帯を授与され、翌年には兄サウロのヒベイロ柔術があるアメリカ合衆国オハイオ州に移住した。同年のムンジアルでは黒帯アブソルート級（無差別級）で3位に入賞している。
2004年のムンジアルではペサード級（-91kg）で優勝、アブソルート級でも3位に入賞した。
2005年5月、アブダビコンバットに出場。99kg未満級では準決勝でホジャー・グレイシーに敗退後、前回優勝者のユノラフ・エイネモに勝利し、3位に入賞する。無差別級では準決勝で再びホジャーに敗れ、3位決定戦でもマルセロ・ガッシアに敗れ4位となった。
2006年5月26日、グラップリング大会L.A. SUB-Xでウラジミール・マティシェンコと対戦し、引き分け。7月のムンジアルの黒帯アブソルート級決勝ではホジャー・グレイシーに勝利し無差別級で初優勝、ペサード級と合わせ2冠を達成した。
2007年5月、アブダビコンバットに出場。99kg未満級で優勝を果たした。8月のムンジアルではペサード級では3度目の優勝したものの、無差別級では決勝でホジャーに敗れ、準優勝に終わった。
2007年12月8日、ブラジルサンパウロ州で開催された16人参加のグラップリングトーナメント「スーパーチャレンジ・グラップリング」で優勝を果たした。この大会はヒクソン・グレイシーがルール・ディレクターを務めた。
2008年6月、ムンジアルに出場し、ペサード級で4度目の優勝を果たし、アブソルート級でもホジャーを破り2年振りの優勝を果たした。9月28日、総合格闘技デビューとなる戦極 〜第五陣〜で杉浦貴と対戦し、スタンドの膝蹴りでTKO勝ち。
2009年5月2日、戦極 〜第八陣〜でKEI山宮と対戦し、カウンターの右フックでKO勝ち。

## 戦績

### 総合格闘技
| 総合格闘技 戦績 | 総合格闘技 戦績 | 総合格闘技 戦績 | 総合格闘技 戦績 | 総合格闘技 戦績 | 総合格闘技 戦績 | 総合格闘技 戦績 |
| --------------- | --------------- | --------------- | --------------- | --------------- | --------------- | --------------- |
| 2 試合          | (T)KO           | 一本            | 判定            | その他          | 引き分け        | 無効試合        |
| 2 勝            | 2               | 0               | 0               | 0               | 0               | 0               |
| 0 敗            | 0               | 0               | 0               | 0               | 0               | 0               |

| 勝敗 | 対戦相手 | 試合結果                        | 大会名          | 開催年月日    |
| ○    | KEI山宮  | 3R 0:51 KO（右フック）          | 戦極 〜第八陣〜 | 2009年5月2日  |
| ○    | 杉浦貴   | 3R 4:18 TKO（スタンドの膝蹴り） | 戦極 〜第五陣〜 | 2008年9月28日 |

### グラップリング
| 勝敗 | 対戦相手                     | 試合結果           | 大会名                             | 開催年月日     |
| △    | ディーン・リスター           | 20分終了 時間切れ  | Metamoris                          | 2012年10月14日 |
| ×    | デビッド・アヴェラン         | 判定               | ADCC 2007 【無差別級 1回戦】       | 2007年5月6日   |
| ○    | ブラウリオ・エスティマ       |                    | ADCC 2007 【99kg未満級 決勝】      | 2007年5月6日   |
| ○    | ロバート・ドリスデール       |                    | ADCC 2007 【99kg未満級 準決勝】    | 2007年5月6日   |
| ○    | ティム・カーペンター         |                    | ADCC 2007 【99kg未満級 準々決勝】  | 2007年5月5日   |
| ○    | 小澤幸康                     | 三角絞め           | ADCC 2007 【99kg未満級 1回戦】     | 2007年5月5日   |
| △    | ウラジミール・マティシェンコ | 判定1-1            | L.A. SUB-X                         | 2006年5月26日  |
| ×    | マルセロ・ガッシア           | チョークスリーパー | ADCC 2005 【無差別級 3位決定戦】   | 2005年5月29日  |
| ×    | ホジャー・グレイシー         | チョークスリーパー | ADCC 2005 【無差別級 準決勝】      | 2005年5月29日  |
| ○    | ガブリエル・ゴンザーガ       | チョークスリーパー | ADCC 2005 【無差別級 準々決勝】    | 2005年5月29日  |
| ○    | アントニー・ジャウジ         | 膝十字固め         | ADCC 2005 【無差別級 1回戦】       | 2005年5月29日  |
| ○    | ユノラフ・エイネモ           | 判定               | ADCC 2005 【99kg未満級 3位決定戦】 | 2005年5月29日  |
| ×    | ホジャー・グレイシー         | チョークスリーパー | ADCC 2005 【99kg未満級 準決勝】    | 2005年5月28日  |
| ○    | ジャマール・パターソン       | 判定2-0            | ADCC 2005 【99kg未満級 準々決勝】  | 2005年5月28日  |
| ○    | ミカエル・グロテ             | 腕ひしぎ十字固め   | ADCC 2005 【99kg未満級 1回戦】     | 2005年5月28日  |

## 獲得タイトル
- 第6回 アブダビコンバット 99kg未満級 3位（2005年）
- 第7回 アブダビコンバット 99kg未満級 優勝（2007年）
- 第8回 アブダビコンバット 99kg未満級 優勝・無差別級 準優勝（2009年）
- 第9回 アブダビコンバット 99kg未満級 3位・無差別級 3位（2011年）
- 世界柔術選手権 黒帯アブソルート級3位（2002年）
- 世界柔術選手権 黒帯ペサード級優勝、アブソルート級3位（2004年）
- 世界柔術選手権 黒帯スペルペサード級準優勝（2005年）
- 世界柔術選手権 黒帯ペサード級・アブソルート級優勝（2006年）
- 世界柔術選手権 黒帯ペサード級優勝（2007年）
- 世界柔術選手権 黒帯ペサード級・アブソルート級優勝（2008年）
- ワールドプロ柔術カップ ノーギ92kg超級 優勝（2011年）
- 第6回世界ノーギ柔術選手権 ペサード級 優勝（2012年）
- 第6回世界ノーギ柔術選手権 無差別級 優勝（2012年）